# Viitanen (ö i Södra Savolax)
Viitanen är en ö i Finland. Den ligger i sjön Puula och i kommunen Sankt Michel i den ekonomiska regionen  S:t Michel och landskapet Södra Savolax, i den södra delen av landet, 210 km nordost om huvudstaden Helsingfors. Öns area är 32,6 hektar och dess största längd är 1,1 kilometer i nord-sydlig riktning.